# Проспект имени газеты «Красноярский рабочий»
Проспе́кт и́мени газе́ты «Красноя́рский рабо́чий», в разговорной речи — «Красраб» — одна из главных и вторая по длине улица города Красноярска, проходящая через все районы правобережья: Кировский, Ленинский и Свердловский; является транспортной артерией города. Начинается от ТЭЦ-1 и заканчивается у Предмостной площади. Современный статус проспект приобрёл в 1956 году. Назван в честь газеты «Красноярский рабочий» 8 июня 1954 года.

## История
Первые упоминания о проспекте относятся к XVII веку: дорога, которая тянется через всё правобережье, ранее была частью Московско-Сибирского тракта, по которому провозили товары через всю Сибирь. В довоенные годы грунтовая дорога улицы была труднопроходимой, и по ней могли проехать только грузовые автомобили, которые перевозили стройматериалы на объекты города. В 1956 году проспект получил своё современное название в честь краевой ежедневной газеты Красноярский рабочий, созданной в 1905 году, а спустя ещё год прокладывались первые трамвайные пути. В 1950-е в связи с приказом Совета Министров СССР было начато строительство жилых зданий по основной магистрали правого берега. Сегодня проспект является второй по длине улицей города (после Семафорной), с современной архитектурой.

## Инфраструктура
Проспект представляет собой две проезжие части, разделённые разделительной полосой, по которой проходит трамвайная линия. Ширина проезжей части — от одной до трёх полос в каждом направлении. Проспект имеет единственную двухуровневую развязку — с улицей Мичурина, под которую проспект заглублён. На проспекте имеется один железнодорожный переезд. Планировалось строительство развязки на Предмостной площади, пропускная способность которой давно исчерпана, однако от планов было решено отказаться.

## Транспорт

### Трамвай
На всём протяжении проспекта проходит трамвайная линия, начинающаяся на Предмостной площади и заканчивающаяся разворотным кольцом на КрасТЭЦ. Линия проходит по центру проезжей части на обособленном полотне. Имеется ответвление на улицу Мичурина. Ранее трамвайная линия после КрасТЭЦ разветвлялась: одна ветка шла к платформе «Шинный завод» на Транссибе, другая — в посёлок Технический. Первая ветка была разобрана в 1997 году, вторая была выведена из эксплуатации в 2006 году, разобрана в 2010 году.